# 170 Maria
170 Maria هو كويكب، يقع ضمن حزام الكويكبات. اكتشف في 10 يناير 1877. وقد اكتشفه هنري جوزيف أناستاز.

## روابط خارجية
- 170 Maria في قاعدة بيانات مختبر الدفع النفاث لأجرام النظام الشمسي الصغيرة

- الاكتشاف · مخطط المدار ·  العناصر المدارية · المعلمات المادية

- 170 Maria على موقع ويكي سكاي: DSS2, SDSS, GALEX, IRAS, Hydrogen α, X-Ray, Astrophoto, Sky Map, Articles and images